# Bartolo Longo
Pour les articles homonymes, voir Longo.
Bartolo Longo (11 février 1841, Latiano – 5 octobre 1926, Pompéi) est un avocat italien et militant catholique, fondateur du sanctuaire de Notre Dame du Rosaire de Pompéi et des Dominicaines filles du Saint Rosaire. Il est vénéré comme bienheureux par l'Église catholique et fêté le 5 octobre. Sa canonisation est annoncée par le Vatican pour le 19 octobre 2025.

## Biographie

### Jeunesse et conversion

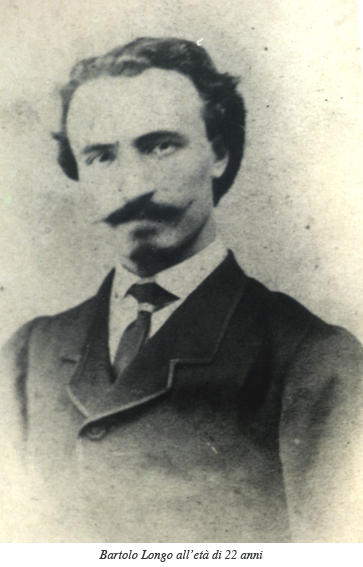
Bartolo Longo à l'âge de 22 ans.

Bartolo Longo perd sa mère à l’âge de dix ans et s’éloigne dès lors de la foi catholique. Originaire des Pouilles, région du sud-est du royaume des Deux-Siciles, il entame des études en droit civil à Naples. Il tombe alors dans une vie de débauche et est séduit par les idées libertaires de Garibaldi, qui réclame l’abolition de la papauté. Jeune avocat, il assiste à des séances de spiritisme et mène, dès lors, une vie liée à l'occultisme. Il goûte à la drogue, participe à des orgies rituelles et à des séances sataniques, pratique la divination et devient un médium de premier ordre. À l'âge de 20 ans, il est même consacré « prêtre sataniste » ou « prêtre spirite, ». Son mode de vie a pour conséquence de le plonger dans la dépression et la paranoïa. 
En 1871, âgé de 30 ans, il rencontre par le biais de son ami d'enfance Viencenzo Pepe le prêtre dominicain Alberto Radente, qui le ramène à la foi catholique. Après un long chemin de conversion, il intègre le tiers-ordre dominicain sous le nom de frère Rosario et se consacre à de nombreuses œuvres charitables en faveur des pauvres et des enfants de détenus. 

### Sanctuaire de Pompéi

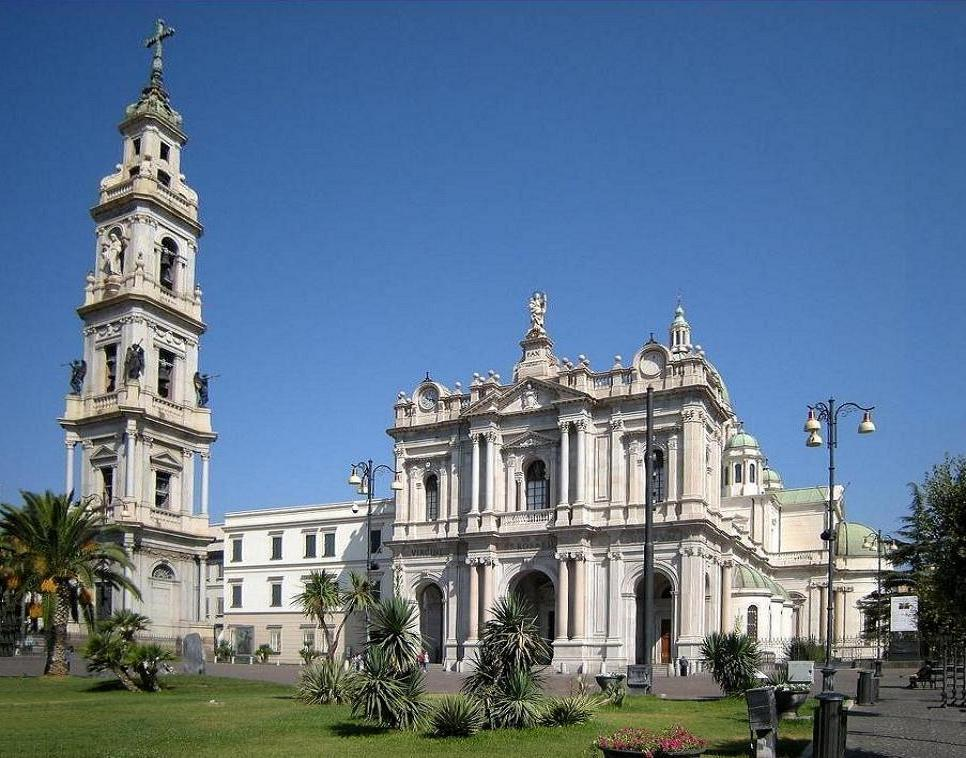
Sanctuaire Notre-Dame du Rosaire de Pompéi.

Se rendant à Pompéi un jour, alors qu’il était en proie à une profonde crise et au désespoir, une voix lui dit : « Si tu cherches le salut, répands le Rosaire. Celle-ci est la promesse de Marie. Celui qui répand le Rosaire est sauf ». À Pompéi où il s’est installé, il fonde des groupes de prière du Rosaire, et organise des processions mariales. Quatre ans plus tard, Bartolo Longo décide de se consacrer à la plus grande œuvre de sa vie : la construction d’un sanctuaire à Pompéi dédié à Notre-Dame du Rosaire. 
Il fonde de nombreuses associations pieuses et œuvres charitables, dont des orphelinats et la communauté des Filles du Saint-Rosaire de Pompéi. Il compose de nombreuses prières, parmi lesquelles deux neuvaines et la supplication à la Vierge de Pompéi (1883). Il écrit également plusieurs ouvrages. Vivant dans l'austérité et la prière, il connaît un grand succès et ses œuvres sont même encouragées par le pape Léon XIII. 
Arrivé à un grand âge, il fait don de tout ce qu'il possédait au Saint-Siège, et c'est dans la pauvreté la plus absolue qu'il meurt, le 5 octobre 1926, à l'âge de 85 ans, en présence de son médecin traitant et ami, saint Joseph Moscati. 
Une station du Circumvesuviana, chemin de fer local de la région de Naples, porte son nom.

### Spiritualité du Rosaire
Il a fondé le sanctuaire de Notre-Dame du Rosaire à Pompéi. Le Saint Père Jean-Paul II a souligné le charisme spécial de Bartolo Longo en le définissant comme « véritable apôtre du Rosaire » et en le béatifiant en 1980. Il l’a cité à cinq reprises dans sa Lettre apostolique sur le Rosaire de la Vierge Marie du 16 octobre 2002. Bartolo Longo définissait le Rosaire comme « la douce chaîne qui nous relie à Dieu ».

## Béatification et canonisation

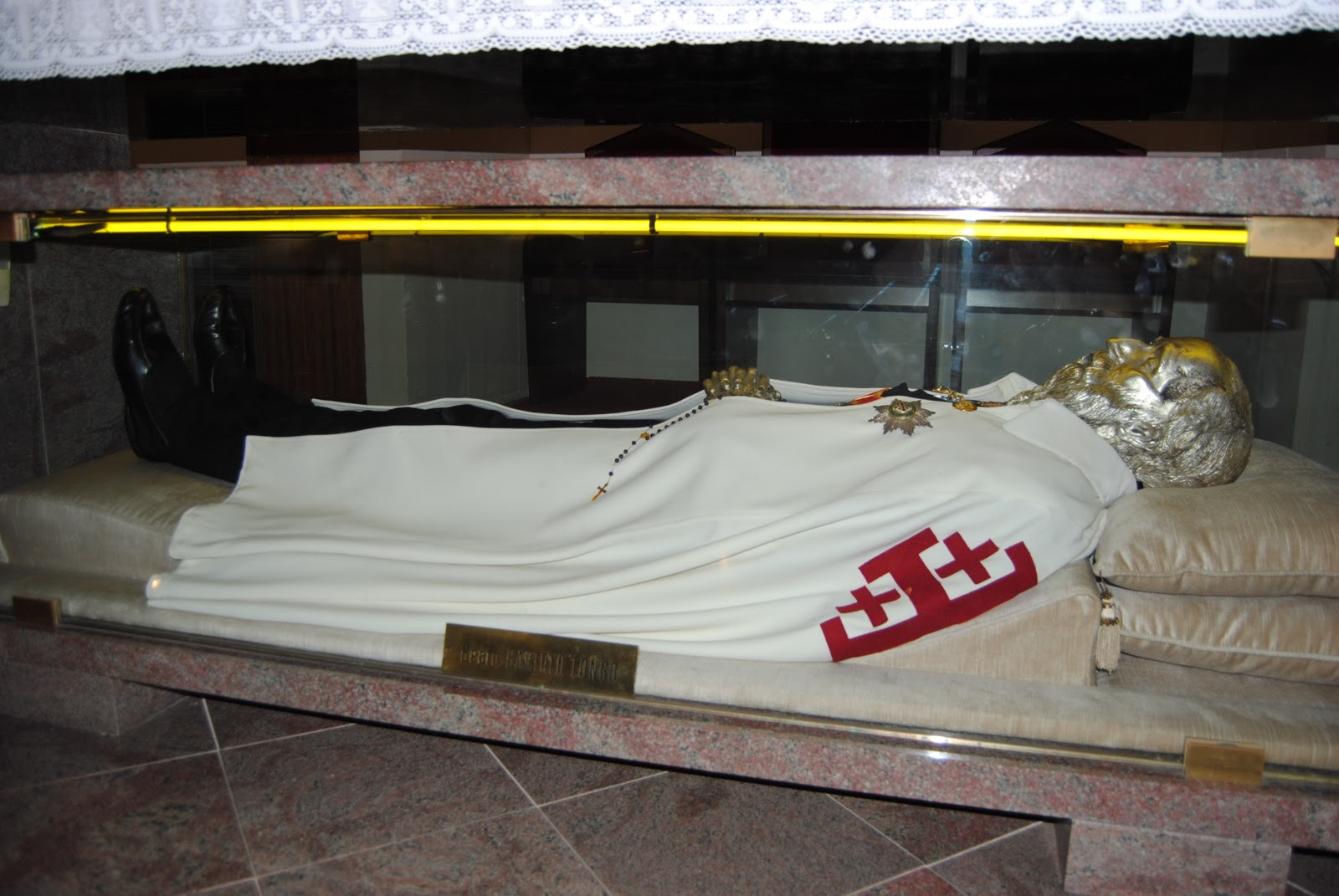
Sa sépulture dans la basilique dédiée au Rosaire.

### Béatification
Bartolo Longo est béatifié le 26 octobre 1980 par le pape Jean-Paul II, qui voyait en lui un « apôtre du Rosaire » et le cite à cinq reprises dans sa Lettre apostolique Rosarium Virginis Mariae.
Sa fête liturgique est fixée au 5 octobre.

### Canonisation
Le 18 juin 2024, le prélat du sanctuaire de Pompéi adresea une supplique au pape, demandant la canonisation de Bartolo Longo sans la nécessité de reconnaître un miracle. Cette supplique est appuyée par la conférence des évêques de Sicile, de Campanie, de Calabre, de Pologne, d'Inde et de Birmanie. Le motif étant la dévotion au bienheureux qui est répandue dans le monde et le bénéfice qu'il y aurait d'étendre son culte à travers toute l'Église. Après la procédure canonique, le 18 février 2025, la plénière des cardinaux et évêques membres du dicastère pour la Cause des Saints donne son avis favorable. 
En conséquence, le 24 février 2025, le pape François, alors hospitalisé dans un état critique, signe le décret de canonisation de Bartolo Longo depuis l'hôpital Gemelli. A la suite du décès du pape François survenu le 21 avril 2025, son successeur le pape Léon XIV décrète lors de la réunion d'un consistoire public en vue de l'examination de certaines causes de canonisation le 13 juin 2025 que le bienheureux Bartolo Longo sera canonisé le 19 octobre 2025 en même temps que 18 autres bienheureux à Rome sur la Place Saint-Pierre.